# Danuta Szmidt-Calińska

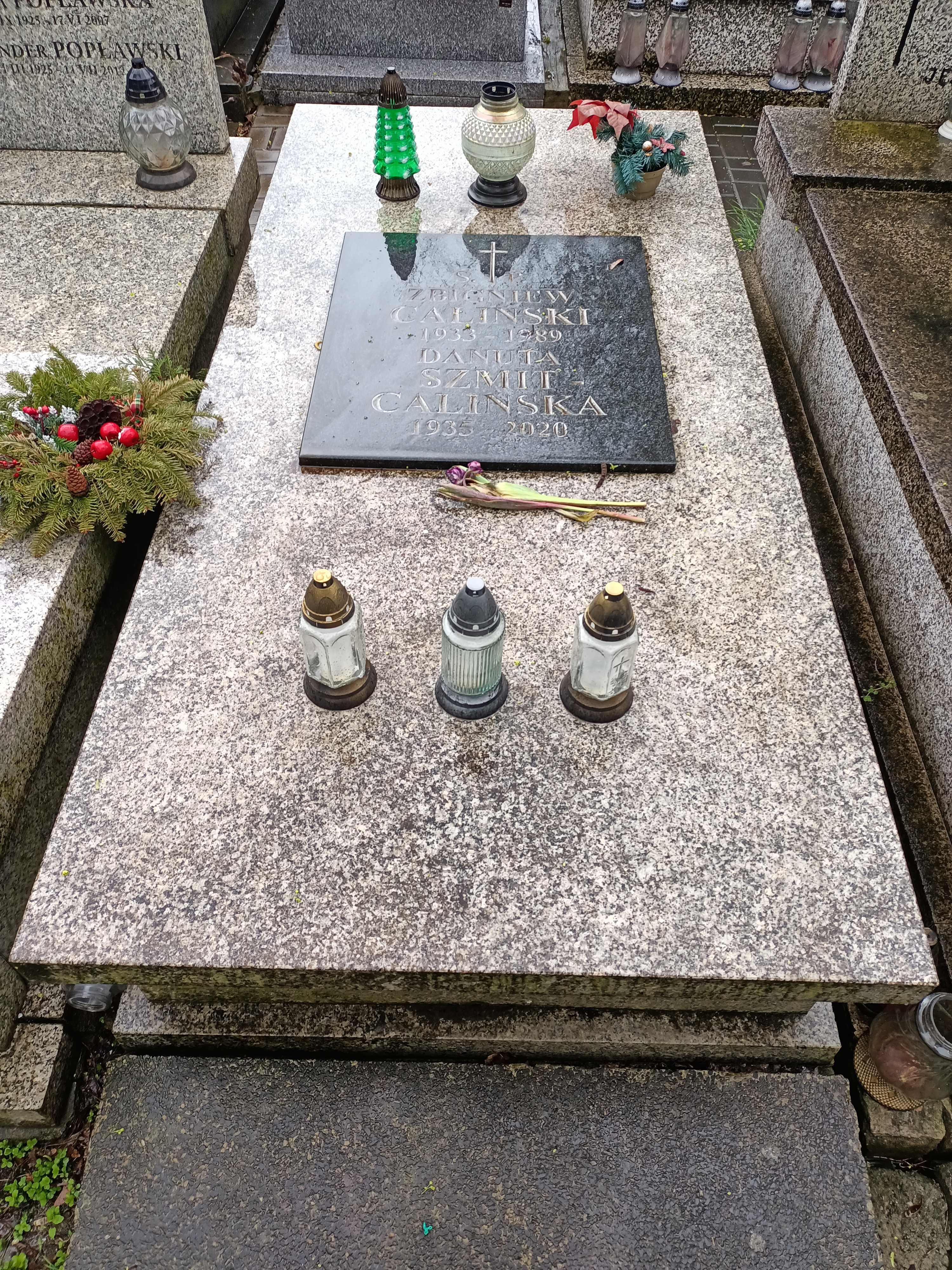
Grób Danuty Szmit-Calińskiej na cmentarzu prawosławnym na Woli.

Danuta Szmidt-Calińska (ur. 27 czerwca 1936, zm. 1 października 2020 w Warszawie) – polska tenisistka stołowa i ziemna, wielokrotna medalistka mistrzostw Polski w tenisie stołowym i ziemnym.

## Życiorys
Była zawodniczką Broni Radom, Spójni i Warszawianki. Zdobywczyni brązowego medalu (w parze z Czesławą Noworytą) w grze podwójnej podczas mistrzostw Europy w Moskwie (1970). Ćwierćfinalistka mistrzostw świata w Lublanie (1965) w grze podwójnej. Zdobywczyni piątego miejsca drużynowo podczas mistrzostw świata w Pradze (1963).
Najbardziej utytułowana zawodniczka w historii polskiego tenisa stołowego. Była 67-krotną medalistką mistrzostw Polski, triumfując jedenaście razy w grze pojedynczej (w latach 1953–1975).
Podczas uroczystości 70-lecia powstania Polskiego Związku Tenisa Stołowego w 2001 roku została odznaczona Krzyżem Kawalerskim Orderu Odrodzenia Polski.
Córka Danuty, Katarzyna, również była tenisistką stołową, medalistką mistrzostw Polski. Jej wnuczką jest Małgorzata Tomaszewska, a zięciem Jan Tomaszewski.
Została pochowana na cmentarzu prawosławnym na Woli (kw. 75-9-22).